# Dadis
Se llamaba dadis (en griego, δᾳδίς, cuyo significado es día de las antorchas) a  una fiesta instituida por Alejandro de Abonutico en honor de algunos dioses particulares. 

## Desarrollo
Formaba parte de un festival mistérico que se celebraba a lo largo de tres días: 
- El primero exhortaba a que abandonaran los ritos los cristianos y a los epicúreos. Luego se rememoraban los dolores de Leto en su parto, el nacimiento de Apolo, la boda de Corónide y el nacimiento de Asclepio.
- El segundo día estaba dedicado a la epifanía y nacimiento de Glicón.
- El tercer día se rememoraba el matrimonio de Podalirio, hijo de Asclepio y de Olimpia, madre de Alejandro. En este día era cuando se encendían las antorchas.